# 카라스 (프로게이머)
카라스(본명: 유준상, 2000년 11월 8일 ~ )는 대한민국의 리그 오브 레전드 프로게이머로 아이디는 Karas이다. 포지션은 서포터이다. 과거에는 Tempo라는 아이디를 사용했다.

## 선수 생활
2019시즌을 앞두고 위너스에 입단하며 프로 커리어를 시작했다. 스프링 시즌 팀의 부진에도 좋은 모습을 보여주었으나 팀은 챌린저스 승강전으로 떨어지면서 강등당했다.
2020 서머 시즌을 앞두고 엘리먼트 미스틱에 입단했다. 2020년 11월 3일, 팀에서 퇴단했다.

## 소속팀
| # | 팀명            | 소속 기간             | 소속 리그 | 비고 |
| - | --------------- | --------------------- | --------- | ---- |
| 1 | 위너스          | 2018.12.12~2019.12    | CK        |      |
| 2 | 엘리먼트 미스틱 | 2020.06.10~2020.11.03 | CK        |      |